# 生物聚合物

在这个DNA的显微结构中，是一对生物聚合物，多核苷酸形成了DNA中的双螺旋

生物聚合物又称为生物多聚体、生物聚合体或生物高分子，是由活的生物体产生的聚合物。因为他们是聚合物，生物聚合物包含有单体单元，相互之间以共价键相连以形成更大的结构。根据所使用的单体以及形成的生物聚合物的不同，主要有三大类主要的生物聚合物：多核苷酸是由13个或更多核苷酸单体所组成的长聚合物，多肽是氨基酸的短聚合物，而多糖通常是糖类线性链接而成的结构
。生物聚合物的其它实例包括橡胶，木栓质，黑色素和木质素。
纤维素是地球上最常见的有机化合物和生物聚合物。大约33％的所有植物物质是纤维素。棉花的纤维素含量为90％，而木材的是50％。